# Museo dell'Olocausto di Montreal
Il Museo dell'Olocausto di Montreal (in francese: Musée de l'Holocauste Montréal; in inglese: Montreal Holocaust Museum) è pensato per educare il pubblico sull'Olocausto, sensibilizzandolo sui pericoli universali provocati da antisemitismo, razzismo, odio e indifferenza. Attraverso i suoi programmi commemorativi e le iniziative educative promuove il rispetto per la diversità e l'inviolabilità della vita umana.. È il primo e unico museo dell'Olocausto riconosciuto ufficialmente in Canada.

## Storia
Dopo la seconda guerra mondiale gli immigrati ebrei si stabilirono a Montreal, formando, rispetto ai suoi abitanti, la terza al mondo per grandezza popolazione di sopravvissuti all'Olocausto dopo Israele e New York.
Nel 1979 i membri dell'Association of Survivors of Nazi Oppression insieme ai giovani della comunità ebraica fondarono il Montreal Holocaust Memorial Centre, diretto da Steven Cummings, nella sua posizione attuale nell'edificio Allied Jewish Community Services (ora Federation CJA). Il Centro fungeva da museo con una mostra permanente e un centro commemorativo, distinguendosi per la sua collezione di reperti e testimonianze, forniti principalmente dai sopravvissuti locali.
Nel 2003 il Centro ha subito una ristrutturazione finanziata grazie a sovvenzioni governative e donazioni private e aziendali per ampliare e migliorare la collezione esistente; ha lanciato l'attuale mostra permanente Imparare, sentire, ricordare.
Nel 2010 Carl Leblanc ha creato il documentario The Heart of Auschwitz, ispirato al libro a forma di cuore esposto nel museo. Il film ripercorre la storia del libro e le storie delle donne che lo hanno firmato. Nel 2012 il regista ha pubblicato anche Artefact, una storia di fantasia ispirata al libro.
Nel 2013 è stata sviluppata un'app gratuita per Apple e Android da usare durante le visite della mostra permanente e come strumento didattico per le classi che non hanno la possibilità di venire al museo. Fornisce approfondimenti sui temi e sugli oggetti esposti. Nel 2014 sono stati aggiunti touch-screen interattivi con mappe e timeline per modernizzare l'esposizione.
Nel 2016 il Centro è stato ribattezzato in Montreal Holocaust Museum per rafforzare il suo contatto con il pubblico e sottolineare la sua missione come unico museo dell'Olocausto in Canada.

## Collezione
La gran parte della collezione è composta da pezzi donati dai sopravvissuti all'Olocausto del luogo e dai loro discendenti. Conta oltre 12 900 oggetti legati alla vita prima, durante e dopo l'Olocausto, con l'85% della collezione digitalizzata. Oltre 100 reperti chiave sono visualizzati sul sito web del museo e sul database Artefacts Canada. 4.000 sono accessibili digitalmente attraverso il Canadian Jewish Heritage Network. Tra i più importanti un'urna contenente ceneri di Auschwitz-Birkenau, in mostra permanente nella sala commemorativa del museo, e il Cuore di Auschwitz, un libro a forma di cuore con gli auguri di compleanno realizzato da un gruppo di giovani donne ad Auschwitz e dato a Fania Fainer, che lo portò di nascosto fuori dal campo ed in seguito donò al museo.
Il museo possiede anche la più grande collezione di storie narrate dai sopravvissuti all'Olocausto in Canada. Il programma è iniziato nel 1994 e da allora il museo ha registrato e archiviato oltre 800 storie orali e continua a farlo. Nel 2016 ha partecipato al progetto di storia orale Canada Collection che ha raggruppato più di 1.250 testimonianze di sopravvissuti all'Olocausto in tutto il Canada e le ha conservate in USC Shoah Foundation Visual History Archive.

## Mostre

### Mostra permanente
Imparare, sentire, ricordare è la mostra permanente allestita con la ristrutturazione nel 2003. All'inizio era costituita da 418 oggetti, 372 fotografie e 10 postazioni video. È progettata per riflettere la cultura e la storia ebraica in Europa prima della guerra, la distruzione della vita ebraica durante l'era nazista e l'Olocausto e la ricostruzione delle vite dei sopravvissuti emigrati a Montreal e in Canada.

### Mostre itineranti
Uniti contro il genocidio: capire, domandare, prevenire mira ad educare il pubblico sul genocidio, sulle sue implicazioni e su come prevenirlo. Esamina le somiglianze e le differenze tra il genocidio armeno, il genocidio cambogiano, il genocidio dei tutsi in Ruanda e l'Olocausto attraverso testimonianze, interviste e archivi.
"E nel 1948 sono venuto in Canada": l'Olocausto in sei date si concentra su sei date chiave dell'Olocausto, dall'ascesa al potere del partito nazista alla liberazione dei campi di concentramento, sulla reazione del Canada all'Olocausto e sulla vita dei sopravvissuti in Canada. La mostra utilizza reperti della collezione del museo e testimonianze dei sopravvissuti di Montreal.

### Mostre virtuali
Il museo ha tre mostre virtuali disponibili gratuitamente online:
Building New Lives segue le storie dei rifugiati ebrei in Canada dopo la seconda guerra mondiale ed il loro contributo alla società dopo il loro completo inserimento nelle comunità canadesi.
Uniti contro il genocidio: capire, domandare, prevenire esplora le somiglianze e le differenze tra i genocidi per educare sulle implicazioni e prevenzione di essi.
Holocaust Life Stories contiene biografie e testimonianze video dei sopravvissuti all'Olocausto.

## Programmi
Ogni anno il museo organizza una serie di eventi aperti al pubblico, tra cui le commemorazioni annuali di Yom Hashoah e Kristallnacht, a cui partecipano i sopravvissuti, i membri della comunità ebraica e le personalità di spicco. Commemora anche il genocidio dei rom e la Giornata internazionale della memoria dell'Olocausto. La commemorazione del genocidio dei rom si è tenuta per la prima volta nel 2016 in collaborazione con Romanipe, un'organizzazione no-profit che combatte i pregiudizi contro i rom e sostiene la causa affinché il Canada riconosca il genocidio dei rom e dei sinti. Il museo organizza anche eventi che educano sull'Olocausto e sui problemi attuali dei diritti umani con ospiti relatori, film, laboratori e testimonianze dei sopravvissuti all'Olocausto.

## Istruzione e risorse
Il museo sviluppa una serie di risorse educative per gli insegnanti sul tema dell'Olocausto e dei diritti umani: strumenti pedagogici, come A Brief History of Antisemitism in Canada, The Heart From Auschwitz e Hana's Suitcase sono prodotti in inglese e francese e sono disponibili gratuitamente sul sito web.
Organizza anche una conferenza biennale per assistere e formare gli educatori. Nel 2017 ha ricevuto una sovvenzione dal fondo Inter-Action del governo canadese per il progetto Beyond the Walls of the Montreal Holocaust Museum. Il progetto (in collaborazione con associazioni di insegnanti, università, centri educativi sull'Olocausto, federazioni ebraiche e il Museo canadese per i diritti umani) fornisce agli educatori gli strumenti per insegnare l'Olocausto, il genocidio e i diritti umani.

## Posizioni pubbliche
Dal 2012 il museo prende pubblicamente posizione su alcune questioni che riguardano la storia dell'Olocausto e i diritti umani che preoccupano i cittadini canadesi. Tramite dichiarazioni, l'organizzazione di eventi e la presenza sui social media promuove la diversità e la consapevolezza pubblica, colmando il divario tra passato e presente. Ha rilasciato dichiarazioni in cui accusa i Bills 60 e 62 del Quebec di fomentare razzismo e di rafforzare pregiudizi verso le minoranze emarginate.
Lavorare con organizzazioni per i diritti umani e con le minoranze è un altro modo con cui il museo affronta le questioni attuali. Sostiene attivamente i diritti dei rifugiati attraverso dichiarazioni ed eventi.

## Affiliazioni
Il museo è affiliato con Federation CJA, CMA, CHIN, VMC, SMQ, Musées Montréal, IHRA and AHO.